# Vochysia
Die Gattung Vochysia gehört zur Familie der Vochysiaceae. Der botanische Name Gattung Vochysia ist abgeleitet von einer karibischen Sprache. Diese rein neotropische Gattung ist mit etwa 100–130 Arten im tropischen Zentral- und Südamerika, von 23° N bis 27° S verbreitet.

## Beschreibung

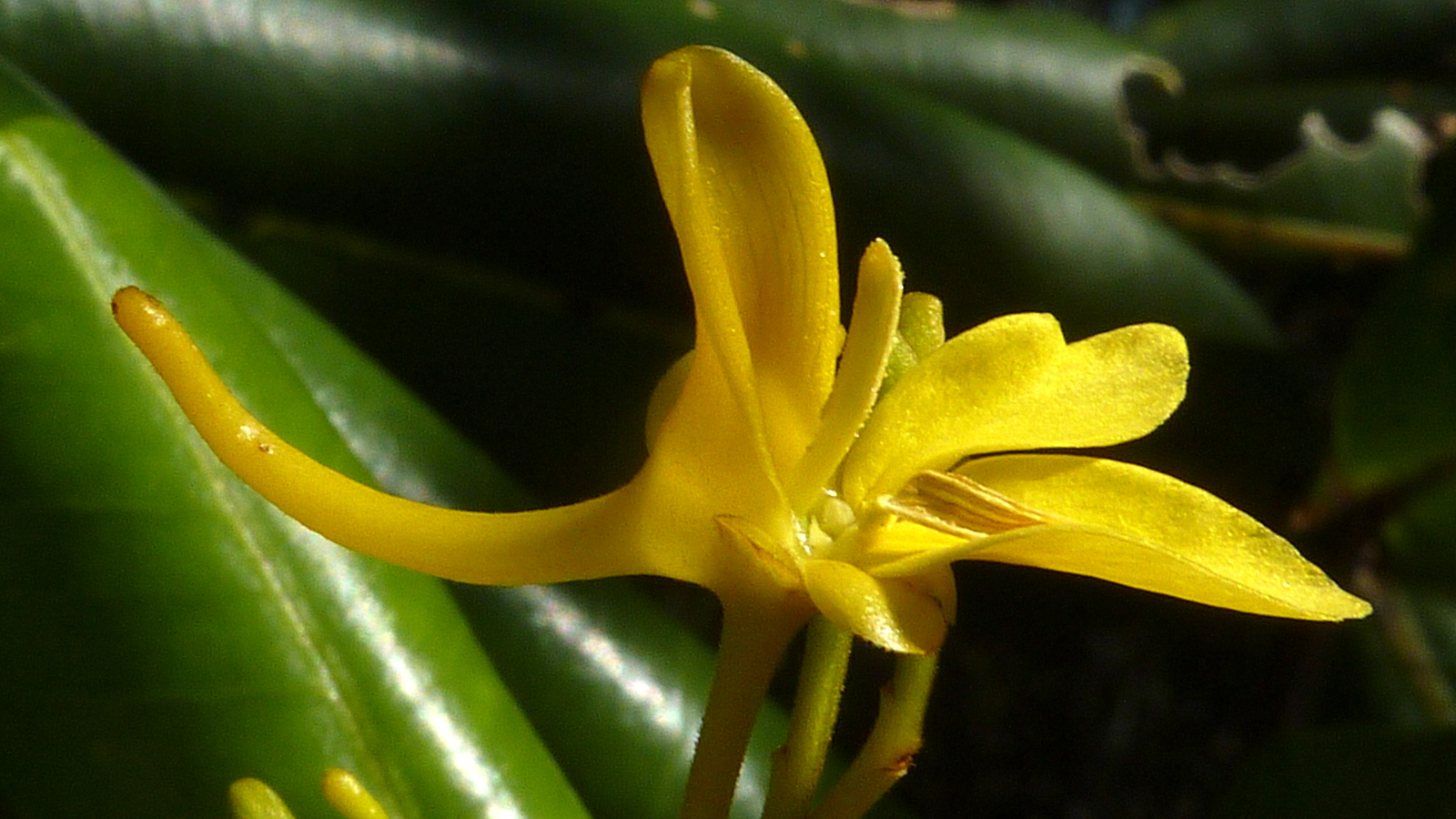
Vochysia lucida, Blüte

Die meisten Vochysia-Arten sind Bäume, manche Sträucher, wenige Arten Halbsträucher. Die ungeteilten, ganzrandigen Blätter stehen gegenständig oder wirtelig. Die Nebenblätter sind klein und dreieckig. Die Blütenstände sind Thyrsen mit wickeligen Teilblütenständen, die meist endständig an den Zweigenden stehen.

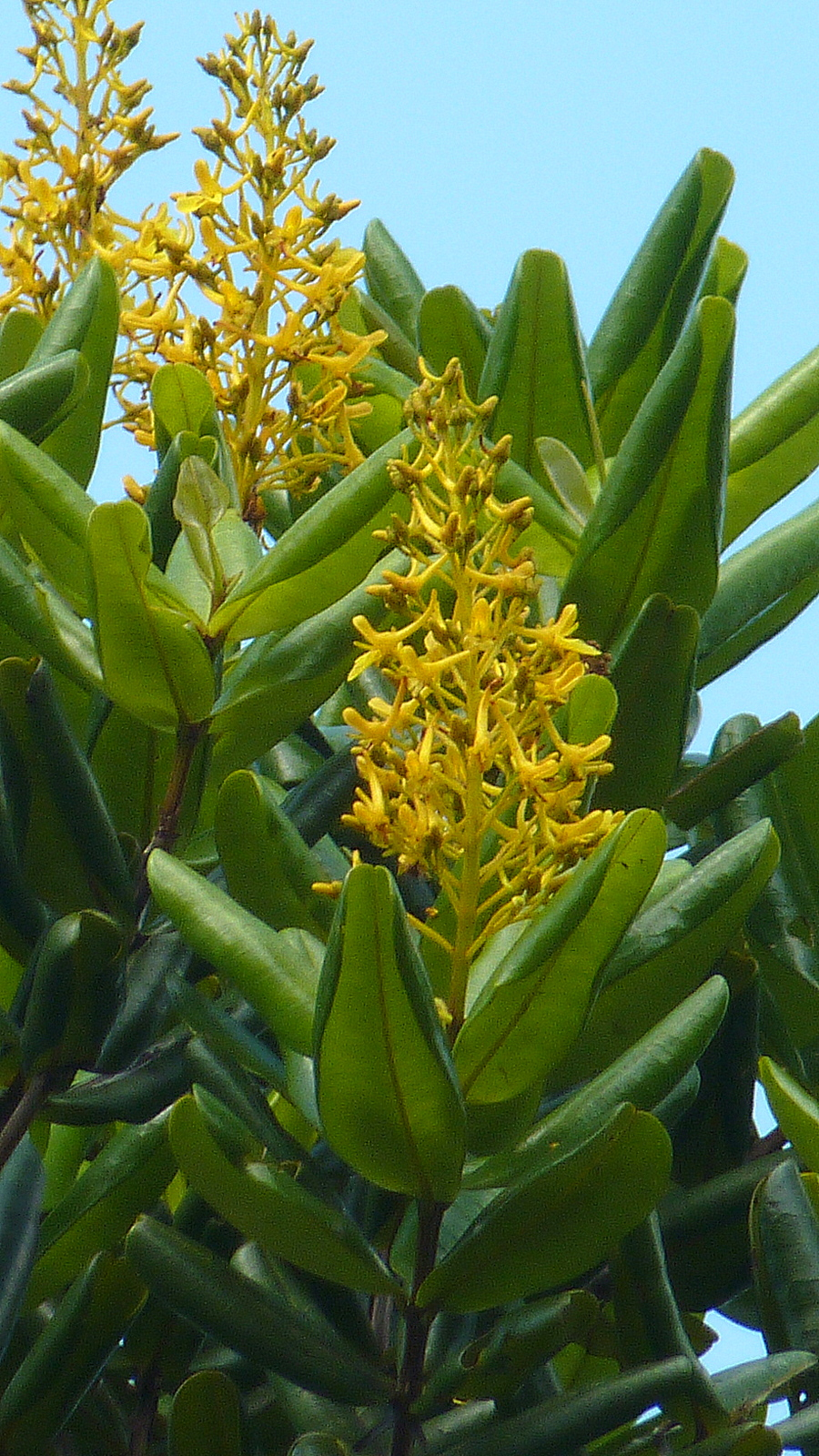
Vochysia lucida

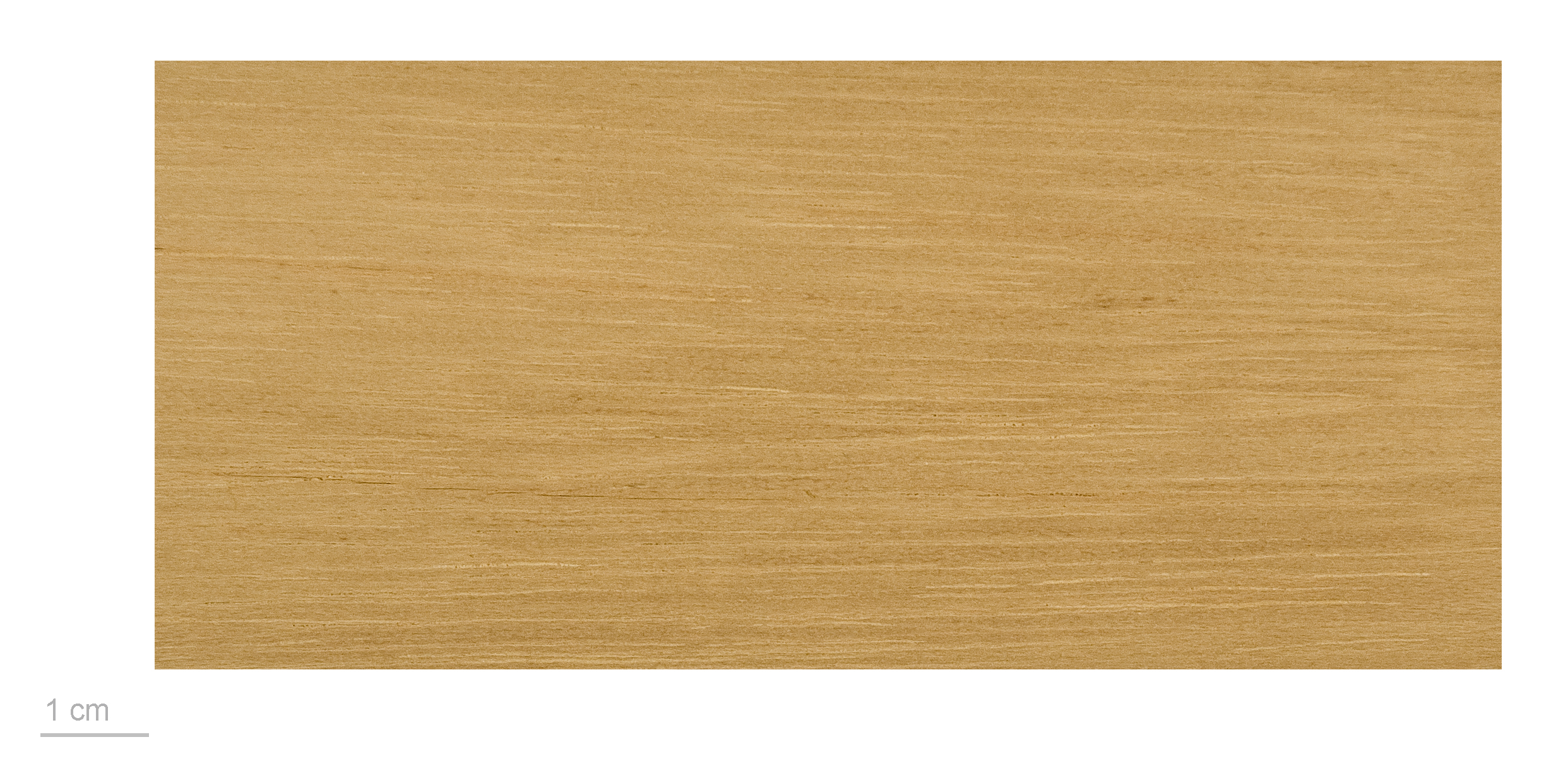
Holz von Vochysia tomentosa

## Nutzung
Alle Vochysia-Arten unterliegen keinen CITES-Regeln und -Handelsbeschränkungen. Die überwiegend fasrigen Stämme werden in ihren Verbreitungsgebieten zum Bau von Kanus und Einbäumen verwendet, finden aber auch Nutzung beim Bau von Möbeln und als Bauhölzer.

## Arten
Bekanntere Arten aus der Gattung Vochysia sind z. B.:
- Vochysia citrifolia Poir.: Bolivien bis Brasilien.[2]
- Vochysia densiflora Spruce ex Warm.: Südöstliches Kolumbien bis nördliches Brasilien, Guayana, Suriname und Französisch-Guayana.[2]
- Vochysia divergens Pohl: Bolivien bis Brasilien.[2]
- Vochysia diversa J.F.Macbr.: Kolumbien bis Peru und nördliches Brasilien.[2]
- Vochysia ferruginea Mart.: Sie kommt von Honduras bis Brasilien, Peru und Venezuela vor.[3]
- Vochysia guianensis Aubl.: Ecuador, nördliches Brasilien, Guayana, Suriname und Französisch-Guayana.[2]
- Vochysia guatemalensis Donn.Sm. (Syn.: Vochysia hondurensis Sprague): Sie kommt von Mexiko bis Costa Rica vor.[3]
- Vochysia lanceolata Stafleu: Peru und östliches Bolivien.[2]
- Vochysia leguiana J.F.Macbr.: Peru bis westliches Bolivien.[2]
- Vochysia lehmannii Hieron.: Südamerika.[2]
- Vochysia lucida C.Presl: Brasilien.[2]
- Vochysia maxima Ducke: Sie kommt in Brasilien vor.[3]
- Vochysia obidensis Ducke: Nördliches und östliches Bolivien bis Brasilien.[2]
- Vochysia obscura Warm.: Kolumbien bis Venezuela, nördliches Brasilien und Peru.[2]
- Vochysia pumila Pohl: Brasilien.[2]
- Vochysia tetraphylla (G.Mey.) DC.: Südamerika.[2]
- Vochysia thyrsoidea Pohl: Sie kommt in Brasilien vor.[3]
- Vochysia tomentosa (G.Mey.) DC.: Südliches Venezuela, nördliches Brasilien, Guayana, Suriname und Französisch-Guayana.[2]

Die brasilianische Vochysia oppugnata Vell. wird umgangssprachlich “RABO DE TUCANO” (Tukanschwanz) oder auch “RABO DE ARARA” (Araschwanz) genannt.